# 慈航镇
慈航镇，是中华人民共和国四川省眉山市仁寿县下辖的一个乡镇级行政单位。

## 行政区划
慈航镇下辖以下地区：
市合社区、永勤村、三台村、白龙村、观音村、雨台村、藕塘村、新田村、庆余村、大塘村、背坳村、夏家村、楼房村和余家村。